# Satz von Cohn-Vossen
In der Mathematik ist der Satz von Cohn-Vossen ein Lehrsatz aus der Differentialgeometrie der Flächen.
Er besagt, dass jede vollständige, offene, nichtnegativ gekrümmte, 2-dimensionale Riemannsche Mannigfaltigkeit entweder diffeomorph zum {\displaystyle \mathbb {R} ^{2}} oder flach ist.
Es ist nicht bekannt, ob das Analogon zum Satz von Cohn-Vossen für Mannigfaltigkeiten höherer Dimension gilt. Ein schwächeres Resultat, das aber in beliebigen Dimensionen gilt, ist der Satz von Gromoll-Meyer.